# 浪花の恋の物語
『浪花の恋の物語』（なにわのこいのものがたり）は、1959年（昭和34年）9月13日公開の日本映画である。東映製作・配給。監督は内田吐夢、主演は中村錦之助。カラー、東映スコープ、105分。
近松門左衛門作の人形浄瑠璃『冥途の飛脚』と、それをもとにした歌舞伎『恋飛脚大和往来』を下敷きにした悲恋物語。作者の近松を狂言回しとして登場させ、独特な様式美を創出して描いた。

## あらすじ
浪花の飛脚問屋亀屋の養子・忠兵衛は、同業の丹波屋八右衛門に無理矢理連れ込まれた郭で遊女梅川に出会い、お互いに一晩で惹かれあって、その日から忠兵衛は頻繁に梅川を訪ねるようになる。折しも小豆島の大尽から梅川の身請け話があり、それを知った忠兵衛は、八右衛門に届ける金を身請け料の内金にして郭に居続け、一旦は帰るものの、更に仕事で預かっている武家の為替三百両を懐に郭に行ってしまう。
郭では梅川の身請けの祝宴を挙げようとしていて、身請けの残金を入れたら待ってもいいと言われ、郭の主人や大尽に馬鹿にされた忠兵衛は口惜しく、思わず懐の小判の封印を切って、その金を主人の前に置き梅川を連れ去ってしまう。封印切りは公金横領であり獄門である。捕り方に追われる身となるが、二人はどこまでも一緒にいようと逃げ、忠兵衛の実の親が住む新口村の入口で捕らえられる。
近松門左衛門はこの話を人形浄瑠璃に仕立てていて、現実がこんなに残酷なら、せめて虚構の世界だけでも二人を幸せにという気持ちから、二人が忠兵衛の実父と再会後に逃げ延びるという結末にしている。その人形浄瑠璃を観客席から見つめ近松は涙した。

## スタッフ
- 監督：内田吐夢
- 製作：大川博
- 企画：辻野公晴、玉木潤一郎、小川貴也
- 原作：近松門左衛門
- 脚本：成沢昌茂
- 撮影：坪井誠
- 音楽：富永三郎
- 美術：鈴木孝俊

文楽三和会出演
- 太夫：豊竹つばめ太夫
- 三味線：野沢勝太郎
- 人形：桐竹紋十郎

清元出演
- 清元：清元延千光、植木君枝
- 三味線：清元延初代、清元延千惠八

## キャスト
- 亀屋忠兵ヱ：中村錦之助
- 梅川：有馬稲子（松竹）
- 千代歳：雪代敬子
- おとく：花園ひろみ
- お玉：植木千恵
- 東雲：日高澄子
- おえん：浪花千栄子
- 津の国屋重左ヱ門：市川小太夫
- 竹田出雲：香川良介
- 竹本頼母：有馬宏治
- お清：中村芳子
- おなか：八汐路佳子
- 長吉：白木みのる
- 寺岡甚内：中村時之介
- 米吉：織田政雄
- 江戸屋佐右ヱ門：沢村宗之助
- 槌屋治右ヱ門：進藤英太郎
- 丹波屋八右ヱ門：千秋実
- 布袋屋藤兵ヱ：東野英治郎
- 妙閑：田中絹代
- 近松門左ヱ門：片岡千恵蔵

## 作品の評価

### 興行成績
不入り。

## 受賞歴
- 第33回キネマ旬報ベスト・テン 第7位
- 第14回毎日映画コンクール 美術賞